# رابرت جرج هرینگتون
رابرت جرج هرینگتون (به انگلیسی: Robert George Harrington)، (۳ دسامبر ۱۹۰۴ تا ۱۵ ژوئیهٔ ۱۹۸۷) یک اخترشناس آمریکایی بود که در رصدخانه پالومار به کار مشغول بود. او نباید با رابرت ساتون هاریینگتون، که او نیز یک اخترشناس بود، اشتباه گرفته شود. او دیرتر متولد شده بوده و در رصدخانه نیروی دریایی ایالات متحده آمریکا کار می‌کرده‌است.
رابرت جرج هرینگتون تعدادی از دنباله‌دارها را کشف یا در کشف آن شرکت داشت، از جمله دنباله‌دارهای دوره‌ای ۴۳پی / ولف-هرینگتون، ۵۱پی / هرینگتون (کشف شده در سال ۱۹۵۳)، ۵۲پی / هرینگتون-آبل (که به طور مشترک با جرج آبل در سال ۱۹۵۵ کشف شد) و ۱۰۷پی / ویلسون-هرینگتون، که او و آلبرت ویلسون در سال ۱۹۴۹ کشف کردند و در سال ۱۹۸۸ به سیارک شناخته شده‌اند.
هرگریتون در کشف خوشه ستاره‌ای کروی پالومار ۱۲ با فریتس تسوئیکی همکاری کرد.
سیارک هرینگتون ۳۲۱۶ به نام او رابرت جورج هارینگتون نامگذاری نشد، بلکه به نام رابرت ساتون هارینگتون نامگذاری گردید. با این حال، نام هرینگتون با سیارک / دنباله‌دار ۱۰۷پی / ویلسون-هرینگتون همراه‌است.